# Crestaix

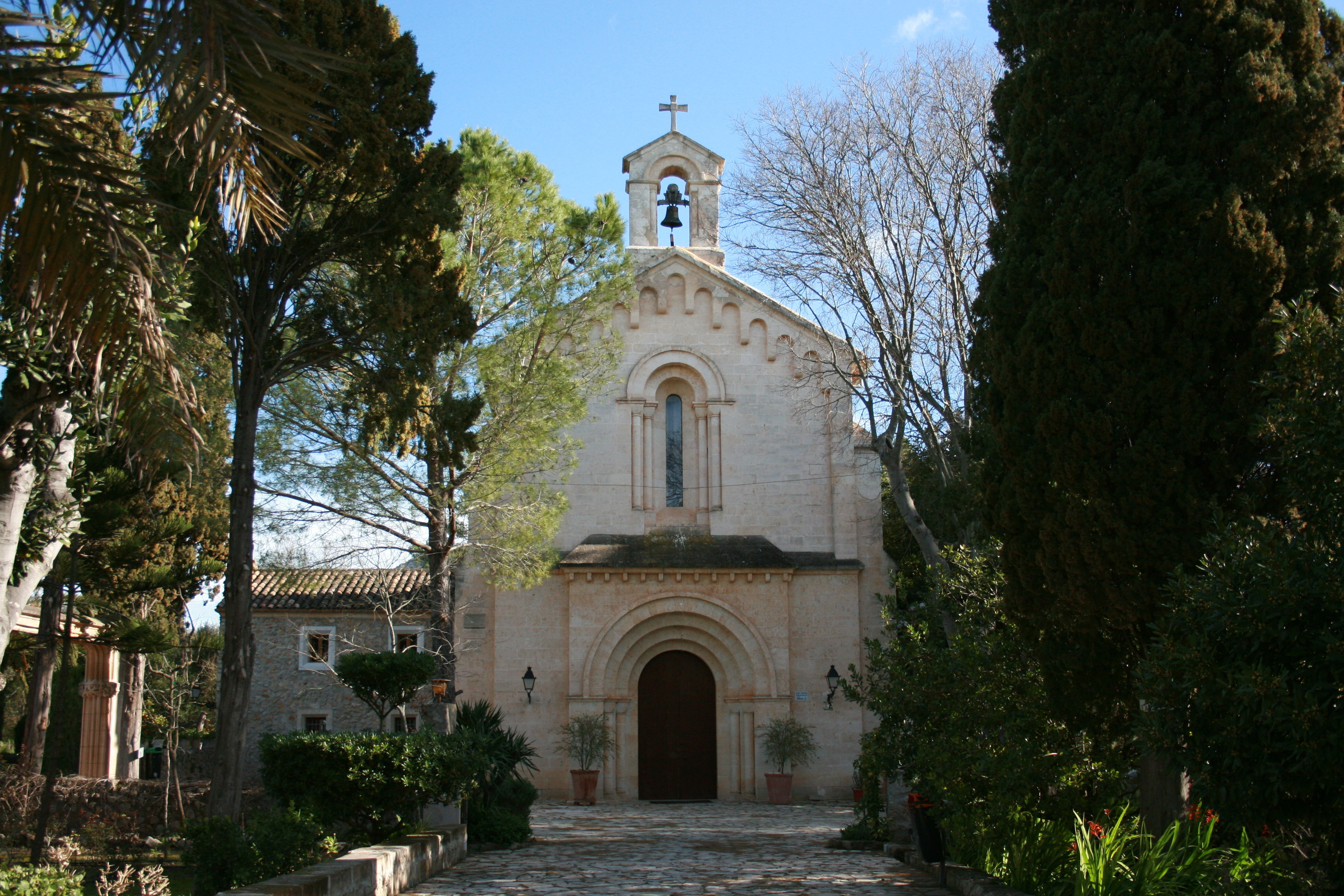
Fachada de Santa Margarita del Crestaix.

Crestaix (en catalán Crestatx), nombre del que se tiene constancia desde el siglo XIII, es un lugar de interés del Valle de Crestaix, en el municipio español de La Puebla, Islas Baleares, con una zona residencial donde se han establezido dos urbanizaciones: Son Toni y Subech (s'Obac).
Se puede llegar a Crestaix por la carretera de La Puebla a Pollensa. Por el valle pasa el torrente de Siurana. Siendo una antigua aldea,a finales del siglo XIX y a principios del siglo XX se plantaron algunas viñas cerca de la Ermita de San Vicente. Una de estas viñas era propiedad del padre de Antoni Aguiló Valls, un sacerdote mallorquín. También se encuentra el famoso Oratorio de Crestaix, de fundación medieval.